# فتحی المیساوی
فتحی المیساوی (عربی: فتحي الميساوي؛ زادهٔ ۸ ژانویه ۱۹۷۴) بوکسور اهل تونس است.
وی در مسابقات کشوری و بین‌المللی در مجموع برندهٔ ۱ مدال برنز شده‌است.